# Liste der Bodendenkmale in Eisenhüttenstadt
Die Liste der Bodendenkmale in Eisenhüttenstadt enthält alle Bodendenkmale der brandenburgischen Gemeinde Eisenhüttenstadt und ihrer Ortsteile auf der Grundlage der Landesdenkmalliste vom 31. Dezember 2020.
Die Baudenkmale sind in der Liste der Baudenkmale in Eisenhüttenstadt aufgeführt.
| Gemarkung                          | Flur              | Kurzbeschreibung | Bodendenkmalnummer | Bemerkung | Bild |
| ---------------------------------- | ----------------- | --- | ------------------ | --------- | ---- |
| Diehlo (Lage)                      | 1,2               | Dorfkern deutsches Mittelalter, Dorfkern Neuzeit, Siedlung Urgeschichte, Siedlung slawisches Mittelalter                     | 90019              |           |      |
| Diehlo (Lage)                      | 1                 | Siedlung Bronzezeit, Siedlung Urgeschichte                                                                                   | 90020              |           |      |
| Diehlo (Lage)                      | 1                 | Siedlung Urgeschichte, Siedlung slawisches Mittelalter                                                                       | 90021              |           |      |
| Diehlo (Lage)                      | 2                 | Siedlung Eisenzeit, Siedlung Bronzezeit                                                                                      | 90022              |           |      |
| Diehlo (Lage)                      | 1                 | Siedlung Urgeschichte | 90023              |           |      |
| Eisenhüttenstadt (Lage)            | 8                 | Siedlung Urgeschichte | 90001              |           |      |
| Eisenhüttenstadt (Lage)            | 8                 | Gräberfeld Bronzezeit, Gräberfeld Eisenzeit, Siedlung Bronzezeit                                                             | 90002              |           |      |
| Eisenhüttenstadt (Lage)            | 28, 29, 30, 31, 6 | Gefangenenlager Neuzeit | 90003              |           |      |
| Eisenhüttenstadt (Lage)            | 11                | Siedlung römische Kaiserzeit                                                                                                 | 90005              |           |      |
| Eisenhüttenstadt (Lage)            | 11                | Gräberfeld römische Kaiserzeit, Siedlung römische Kaiserzeit                                                                 | 90006              |           |      |
| Eisenhüttenstadt (Lage)            | 16                | Einzelfund deutsches Mittelalter, Siedlung Urgeschichte, Siedlung römische Kaiserzeit                                        | 90007              |           |      |
| Eisenhüttenstadt (Lage)            | 1, 17             | Gräberfeld Bronzezeit | 90008              |           |      |
| Eisenhüttenstadt (Lage)            | 13                | Siedlung Steinzeit | 90009              |           |      |
| Eisenhüttenstadt (Lage)            | 1, 17             | Rast- und Werkplatz Mesolithikum                                                                                             | 90011              |           |      |
| Eisenhüttenstadt (Lage)            | 17                | Einzelfund deutsches Mittelalter, Siedlung Eisenzeit                                                                         | 90012              |           |      |
| Eisenhüttenstadt (Lage)            | 2                 | Siedlung Steinzeit, Einzelfund Paläolithikum                                                                                 | 90013              |           |      |
| Eisenhüttenstadt (Lage)            | 12                | Gräberfeld Eisenzeit, Gräberfeld Bronzezeit                                                                                  | 90014              |           |      |
| Eisenhüttenstadt (Lage)            | 2                 | Siedlung slawisches Mittelalter                                                                                              | 90015              |           |      |
| Eisenhüttenstadt (Lage)            | 2                 | Einzelfund deutsches Mittelalter, Siedlung slawisches Mittelalter                                                            | 90016              |           |      |
| Eisenhüttenstadt (Lage)            | 2                 | Siedlung slawisches Mittelalter                                                                                              | 90017              |           |      |
| Eisenhüttenstadt (Lage)            | 2                 | Einzelfund slawisches Mittelalter, Gräberfeld slawisches Mittelalter                                                         | 90018              |           |      |
| Eisenhüttenstadt (Lage)            | 4                 | Dorfkern deutsches Mittelalter, Dorfkern Neuzeit, Gräberfeld Ur- und Frühgeschichte, Siedlung Eisenzeit                      | 90025              |           |      |
| Eisenhüttenstadt (Lage)            | 2, 3              | Siedlung slawisches Mittelalter                                                                                              | 90026              |           |      |
| Eisenhüttenstadt (Lage)            | 3                 | Gräberfeld Bronzezeit | 90027              |           |      |
| Eisenhüttenstadt (Lage)            | 13, 14, 16, 18    | Altstadt Mittelalter, Altstadt Neuzeit                                                                                       | 90029              |           |      |
| Eisenhüttenstadt (Lage)            | 14                | Schlachtfeld Neuzeit | 91084              |           |      |
| Eisenhüttenstadt (Lage)            | 14                | Schlachtfeld Neuzeit | 91085              |           |      |
| Eisenhüttenstadt (Lage)            | 13                | Schlachtfeld Neuzeit | 91086              |           |      |
| Eisenhüttenstadt, Lawitz (Lage)    | 1, 3              | Gräberfeld Bronzezeit | 90092              |           |      |
| Eisenhüttenstadt, Lawitz (Lage)    | 16, 3             | Siedlung Urgeschichte, Siedlung Bronzezeit                                                                                   | 90093              |           |      |
| Eisenhüttenstadt, Lawitz (Lage)    | 16, 3             | Siedlung Bronzezeit, Siedlung Steinzeit, Siedlung Eisenzeit, Siedlung Urgeschichte                                           | 90099              |           |      |
| Eisenhüttenstadt, Pohlitz (Lage)   | 8, 3              | Gräberfeld römische Kaiserzeit, Siedlung römische Kaiserzeit, Siedlung Eisenzeit, Siedlung Bronzezeit, Siedlung Urgeschichte | 90000              |           |      |
| Eisenhüttenstadt, Vogelsang (Lage) | 13, 4             | Gefangenenlager Neuzeit | 90028              |           |      |